# Engelsberg (Bawaria)
Engelsberg – miejscowość i gmina w południowo-wschodnich Niemczech, w kraju związkowym Bawaria, w rejencji Górna Bawaria, w regionie Südostoberbayern, w powiecie Traunstein. Leży około 30 km na północny zachód od Traunsteinu.

## Demografia
| Rok  | Liczba mieszk. |
| ---- | -------------- |
| 1970 | 1 327          |
| 1987 | 1 847          |
| 2000 | 2 721          |
| 2005 | 2 699          |

### Struktura wiekowa
Dane o ludności z 31 grudnia 2008:
| Opis                                | Ogółem | Ogółem | Kobiety | Kobiety | Mężczyźni | Mężczyźni |
| ----------------------------------- | ------ | ------ | ------- | ------- | --------- | --------- |
| Jednostka                           | osób   | %      | osób    | %       | osób      | %         |
| Populacja                           | 2647   | 100    | 1301    | 49,15   | 1346      | 50,85     |
| Wiek przedprodukcyjny (0–17 lat)    | 596    | 22,52  | 292     | 11,03   | 304       | 11,48     |
| Wiek produkcyjny (18–65 lat)        | 1673   | 63,2   | 805     | 30,41   | 868       | 32,79     |
| Wiek poprodukcyjny (powyżej 65 lat) | 378    | 14,28  | 204     | 7,71    | 174       | 6,57      |

## Polityka
Wójtem gminy jest Martin Lackner z UBL, wcześniej urząd ten obejmował Franz Ketzer, rada gminy składa się z 14 osób.
|      | FW | UBL | FWG/FWGE | Razem |
| 2008 | 6  | 8   | -        | 14    |
| 2002 | 4  | 6   | 4        | 14    |